# Alexia Amesbury
Alexia G. Amesbury (1951, nacida Jumeau) es una política. activista, y abogada de profesión seychellense. 

## Biografía
Amesbury nació en Praslin, Mahé, Seychelles; y, estudió en el convento de St. Elizabeth en Seychelles hasta que se mudó a Kenia en 1961, donde finalizó sus niveles O y A. A la edad de 37 años, se matriculó en una universidad en el Reino Unido para estudiar derecho, y luego continuó en la Escuela de Economía y Ciencias Políticas de Londres, donde obtuvo una maestría en Derecho Internacional.
Bajo el paraguas del "Partido Seychelles por la Justicia Social y la Democracia", disputó en la elección presidencial 2015 para convertirse en la primera mujer en disputar una elección presidencial de Seychelles. Recibió un total de 803 votos en la primera ronda. Apoyó a Wavel Ramkalawan para la segunda vuelta.

## Controversia
Después que James Michel ganó la elección 2015, Amesbury creyó que los resultados eran inválidos basados en la constitución de Seychelles. Amesbury explicó que según la Constitución de Seychelles, la quinta sección del Anexo 3 establece que un candidato en Seychelles no puede ser elegido presidente a menos que reciban más de la mitad de los votos durante la elección.

## Vida personal
En 1972, se casó con un inglés, para luego divorciarse en 1998; y, tuvieron seis hijos.